# Caenobrunettia echinoflagellata
Caenobrunettia echinoflagellata är en tvåvingeart som beskrevs av Wagner 1981. Caenobrunettia echinoflagellata ingår i släktet Caenobrunettia och familjen fjärilsmyggor. Inga underarter finns listade i Catalogue of Life.